# Rede de longa distância

Esquema de uma rede de área local (LAN) e uma rede de longa distância (WAN).

Uma rede de longa distância, também chamada de rede de área ampla, rede de grande extensão ou rede de grande alcance (em inglês: wide area network, sigla WAN) é uma rede de computadores que abrange uma grande área geográfica, com frequência um país ou continente. Difere, assim, da rede pessoal (PAN), da rede de área local (LAN) e da rede de área metropolitana (MAN).
Um exemplo clássico de uma rede tipicamente WAN é a própria Internet pelo fato de abranger uma área geográfica global, interligando países e continentes.

## História
A história da WAN começa em 1965 quando Lawrence Roberts e Thomas Merril ligaram dois computadores, um TX-2 em Massachussets a um Q-32 na Califórnia, através de uma linha telefônica de baixa velocidade.
Em geral, as redes geograficamente distribuídas contém conjuntos de servidores, que formam sub-redes. Essas sub-redes têm a função de transportar os dados entre os computadores ou dispositivos de rede.
As WAN tornaram-se necessárias devido ao crescimento das empresas, onde as LAN não eram mais suficientes para atender a demanda de informações, pois era necessária uma forma de passar informação de uma empresa para outra de forma rápida e eficiente. Surgiram as WAN que conectam redes dentro de uma vasta área geográfica, permitindo comunicação de longa distância.

## Mercado de Redes WAN
A maior fatia da receita no Brasil é originária do fornecimento de aplicações WAN pelas empresas brasileiras fornecedoras de backbone, derivado dos usuários corporativos. Com a abertura do mercado das telecomunicações proporcionado pela privatização do setor está aumentando a oferta e a variedade dos serviços dedicados a WAN no Brasil. Atualmente o investimento na migração para redes MPLS, VoIP, QoS e IPTV é o foco das operadoras a fim de atingir um número cada vez maior de usuários atraídos pelo custo cada vez menor devido a concorrência na prestação destes serviços.
A Implementação de uma WAN cada vez mais demanda um bom planejamento por parte das empresas e administradores de redes.
A forma de acesso a Internet, maior rede Wan existente, que mais vem crescendo recentemente é o acesso através da banda larga. Segundo pesquisa realizada, no ano de 2006, pela IDC Brasil o crescimento foi de 40,1%. Tal percentual representa 1,6 milhão de novas conexões o que totaliza 5,7 milhões de usuários no território nacional. Em resumo, no período de seis anos (2001 a 2006), a banda larga cresceu 1.639% no Brasil. No entanto tal fatia do mercado simboliza apenas 3% da população brasileira. Sendo que deste total 60,7% dos acessos são efetuados na região Sudeste cabendo ao estado de São Paulo 39% deste total. A tecnologia mais utilizada no acesso banda larga é o XDSL que equivale a 78,2% das conexões banda larga existentes no país. O avanço de novas tecnologias no mercado ainda possibilitou ao consumidor brasileiro uma diminuição do valor de acesso a banda larga. A concorrência, em especial entre as operadoras de TV a cabo e as de telefonia, pela preferência do consumidor resultou em uma queda de preço de aproximadamente 8%. Tal diminuição ainda possibilitou a alteração da velocidade já utilizada pelos assinantes. Preços menores foram os principais responsáveis pela opção dos consumidores por bandas com maior velocidade. Os acessos superiores a 1 Mbps saltaram de 2% do mercado em dezembro de 2005 para 22% no mesmo período de 2006. As velocidades acima de 512 Kbps representaram 37% do mercado.

## Tráfego de WAN
O tráfego das WAN aumenta continuamente surgindo em função disso mais congestionamento do que será transportado na rede, definindo as características destes tráfegos (voz, dados, imagens e vídeo), qualidade de serviço (QoS), protocolos com ultra compressão. O tráfego da rede tem que ser modelado através de medições com um grau de resolução elevado, incluindo a analise de pacotes a fim de disponibilizar aos interessados usando técnicas gráficas, estatísticas descritivas, entre outros. Quando ocorre variação na chegada de pacotes isso indica que a Wan está consistente e seu tráfego pode ser acelerado (ver Aceleradores de WAN) de acordo com as necessidades dos serviços.

## Qualidade do Serviço (QoS)
O QoS, do original em inglês quality of service, define a qualidade de serviço de uma WAN para um determinado tráfego em tecnologias de rede como: IP, ATM, Frame Relay e outros. A qualidade de serviço é a capacidade da rede em que os dados são transmitidos de forma consistente e previsível, satisfazendo as necessidades das aplicações dos usuários em serviços diferenciados.
Recursos que podem ser utilizado no QoS são:
- Classificação de pacotes
- Gerenciamento de banda e controle de admissão
- Prevenção de congestionamento
- Medição de serviços e tráfego com granularidade.

Os recursos são utilizados de acordo com os serviços e os dados que serão transmitidos na rede WAN.

## Protocolos WAN
Possibilitam a transmissão de dados de uma Rede fisicamente distante através de uma infraestrutura de canais de dados de longa distância. Exemplos de protocolos:
- PPP Protocolo ponto-a-ponto (Point-to-Point Protocol): protocolo mais comum para acesso à internet tanto em conexões discadas como dedicadas.
- Rede X.25: é uma arquitetura de rede de pacotes definida nas recomendações do ITU-T. A rede X.25 fornece uma arquitetura orientada à conexão para transmissão de dados sobre uma rede física sujeita a alta taxa de erros. A verificação desses erros é feita em cada nó da rede, o que acarreta alta latência e inviabiliza a rede X.25 para a transmissão de voz e vídeo.[5]
- Frame Relay: é uma arquitetura de rede de pacotes de alta velocidade e sucessor natural da rede X.25. O Frame Relay permite vários tipos de serviço até altas velocidades de comunicação entre nós da rede, por exemplo, DS3 (45 Mbps). Com a evolução e uso de meios de transmissão confiáveis (por exemplo, cabos óticos), viabilizou a comunicação entre redes locais (LAN) e é um serviço oferecido comumente pelas operadoras. Tipicamente é mais caro que o serviço X.25.[6]
- Rede ATM (Asynchronous Transfer Mode): é uma tecnologia de rede usada para WAN (e também para backbones de LAN), suporte a transmissão em tempo real de dados de voz e vídeo. A topologia típica da rede ATM utiliza-se de switches que estabelecem um circuito lógico entre o computador de origem e destino, deste modo garantindo alta qualidade de serviço e baixa taxa de erros. Diferentemente de uma central telefônica, a rede ATM permite que a banda excedente do circuito lógico estabelecido seja usada por outras aplicações. A tecnologia de transmissão e comutação de dados utiliza a comutação de células como método básico de transmissão, uma variação da comutação de pacotes onde o pacote possui um tamanho reduzido. Por isso, a rede ATM é altamente escalável, permitindo velocidades entre nós da rede como: 1.5Mbps, 25Mbps, 100Mbps, 155Mbps, 622Mbps, 2488Mbps (~2,5Gbps), 9953Mbps (10Gbps).[7]
- DSL Linha Digital de Assinante (Digital Subscriber Line) XDSL: Permite tráfego de alta capacidade usando o cabo telefônico normal entre a casa ou escritório do assinante e a central telefônica. Possui dois modos básicos: ADSL e HDSL.[8]
  - ADSL DSL Assimétrico (Asymmetric DSL): O ADSL compartilha uma linha de telefone comum, usando um faixa de freqüência de transmissão acima daquelas usadas para a transmissão de voz. variação do protocolo DSL onde a capacidade de transmissão é assimétrica, isto é, a banda do assinante é projetada para receber maior volume de dados do que este pode enviar. Serviço mais adequado ao usuário comum que recebe dados da internet.
  - HDSL DSL (High-Bit-Rate DSL): O HDSL fornece um enlace de alta taxa de transmissão de dados, tipicamente T1, sobre o par trançado comum, exigindo a instalação de pontes e repetidores. Esta variação do protocolo DSL onde a capacidade de transmissão, a banda do assinante tem a mesma capacidade de envio e recebimento de dados. Serviço mais adequado ao usuário corporativo que disponibiliza dados para outros usuários comuns.

- MPLS (Multi-Protocol Label Switching) - Mais nova Rede WAN

## Segurança em Redes
Ao pensar em segurança em redes de longa distância, é preciso que se tenha em mente que a segurança na transmissão de dados é necessária e exige certos cuidados. Na internet milhares de pessoas navegam e nem todos são bem intencionados. Nesse contexto todos precisam tomar atitudes que visem aumentar o grau de confiabilidade de sua conexão. Como exemplo podemos citar a comunicação por e-mail, embora muitos achem que tal comunicação é altamente segura, um e-mail pode ser capturado, lido por outros, destruído ou até sofrer modificações de conteúdo. Outro ponto importante é a questão de utilização de senha de acesso, pois é comum que os usuários não dispense muita atenção a isso, mas estudos mostram que um hacker precisa de poucos minutos para comprometer uma máquina caso uma política eficiente de senhas não seja devidamente implementada. É por isto que as empresas investem tanto no quesito segurança. Dentro os recursos mais utilizados pode-se citar: IDS, firewall, criptografia, PKI, VPN.

## Longa Distância no Brasil
Após o cumprimento das metas de internacionalização, o mercado nacional de chamadas LDN e LDI mudou muito em relação à metade da década passada. A razão foi o fato das grandes operadoras passarem a oferecer serviços de telecomunicação fora de sua área de atuação. Tal “fenômeno” pode ser observado através do market share de 2004.
A Embratel ainda detém a maior parcela do market share, porém observa-se uma tendência para que o mercado seja distribuído pelas operadoras de telefonia fixa, principalmente pelo fato destas operadoras estarem mais próximas dos assinantes.
Outro fator relevante para esse mercado é que a partir de 2006 as autorizações dos serviços de STFC (Telefonia Fixa Comutada) incluem também os serviços de Longa Distância (LDN/LDI). Entretanto, prestar o serviço de STFC sempre implica cumprir as metas de qualidade definidas e os seus custos têm um enquadramento tributário bastante complexo.